# Atletica leggera ai Giochi della XXX Olimpiade - 5000 metri piani femminili

Video ufficiale della Finale

Ai Giochi della XXX Olimpiade, la competizione dei 5000 metri piani femminili si è svolta il 7 ed il 10 agosto presso lo Stadio Olimpico di Londra.

## Presenze ed assenze delle campionesse in carica
Per i campionati europei si considera l'edizione del 2010.
| Competizione         | Atleta             | Prestazione | Londra 2012 |
| -------------------- | ------------------ | ----------- | ----------- |
| Olimpiadi 2008       | Tirunesh Dibaba    | 14'11”15    | Presente    |
| Commonwealth 2010    | Vivian Cheruiyot   | 15'55”12    | Presente    |
| Europei 2010         | Elvan Abeylegesse  | 14'54”44    | Assente     |
| Asiatici 2010        | Mimi Gebregeiorges | 15'15”59    | Assente     |
| Africani 2011        | Sule Utura         | 15'38”70    | Non selez.  |
| Mondiali 2011        | Vivian Cheruiyot   | 14'55”36    | Presente    |
|                      |                    |             |             |
| Mondiali junior 2008 | Sule Utura         | 15'15”59    | Non selez.  |

## La gara
Le dominatrici della stagione sono le keniote e le etiopiche. La prima serie mette a confronto Tirunesh Dibaba e Meseret Defar due connazionali la cui rivalità è arcinota. Non si risparmiano e corrono entrambe sotto i 15 minuti; prevale la Dibaba di due decimi.
In finale le etiopiche controllano le keniote. Come ogni gara tattica, il passo è lento. Dopo 3 km corsi in 9'27”7, Tirunesh Dibaba rompe gli indugi ed infila due giri veloci in 71”0 e 69”0. La Dibaba è in testa al gruppo anche al suono della campanella, seguita dalla Defar e da Vivian Cheruiyot (Kenya). 
Le tre atlete si producono in un ultimo 400 metri da velociste: vince Meseret Defat (60”20) sulla Cheruiyot. La Dibaba deve accontentarsi del bronzo. 
Meseret Defar è fra i tre campioni che hanno rivinto il titolo olimpico dopo otto anni.

Vivian Cheruiyot, bicampionessa mondiale 2011 (5000 e 10.000) fallisce l'obiettivo dell'alloro olimpico.

Etiopiche e keniote occupano tutti i primi sei posti, in posizione curiosamente alternata, confermando un dominio assoluto sulla specialità.

## Risultati

### Finale
| Primatista mondiale   | 14'11"15        | Tirunesh Dibaba  | Presente |
| Primatista stagionale | 14'35"62 (31/5) | Vivian Cheruiyot | Presente |

1. ↑  Record stabilito nel 2008.
2. ↑  Alla data del 20 luglio 2012.

| Pos.    | Atleta            | Età | Paese         | Tempo    | Note |
| ------- | ----------------- | --- | ------------- | -------- | ---- |
| Oro     | Meseret Defar     | 29  | Etiopia       | 15'04"25 |      |
| Argento | Vivian Cheruiyot  | 29  | Kenya         | 15'04"73 |      |
| Bronzo  | Tirunesh Dibaba   | 27  | Etiopia       | 15'05"15 |      |
| 4       | Sally Kipyego     | 27  | Kenya         | 15'05"79 |      |
| 5       | Gelete Burka      | 26  | Etiopia       | 15'10"66 |      |
| 6       | Viola Kibiwot     | 29  | Kenya         | 15'11"59 |      |
| 7       | Joanne Pavey      | 39  | Gran Bretagna | 15'12"72 |      |
| 8       | Julia Bleasdale   | 31  | Gran Bretagna | 15'14"55 |      |
| 9       | Olga Golovkina    | 26  | Russia        | 15'17"88 |      |
| 10      | Shitaye Eshete    | 22  | Bahrein       | 15'19"13 |      |
| 11      | Molly Huddle      | 28  | Stati Uniti   | 15'20"29 |      |
| 12      | Tejitu Daba       | 21  | Bahrein       | 15'21"34 |      |
| 13      | Elena Nagovitsyna | 30  | Russia        | 15'21"38 |      |
| 14      | Julie Culley      | 31  | Stati Uniti   | 15'28"22 |      |
| 15      | Elena Romagnolo   | 30  | Italia        | 15'35"69 |      |